# Roar
Roar – pierwszy singiel amerykańskiej piosenkarki Katy Perry, promujący jej czwarty album, zatytułowany Prism. Singel swoją premierę miał 10 sierpnia 2013 roku. Twórcami tekstu utworu są Katy Perry, Lukasz Gottwald, Max Martin, Bonnie McKee oraz Henry Walter, natomiast jego produkcją zajęli się Dr. Luke, Martin i Cirkut.
„Roar” pod względem muzycznym łączy w sobie przede wszystkim muzykę pop. Utwór otrzymał mieszane recenzje od krytyków muzycznych; wielu doceniało jego ogólną produkcję, podczas gdy inni uważali, że jego tekst nie wnosi nic nowego, tzw. „cliché”. Piosenka odniosła sukces komercyjny, stając się ósmym „numerem jeden” Perry na Billboard Hot 100, a także trafiła na szczyt w Australii, Kanadzie, Irlandii, Nowej Zelandii i Wielkiej Brytanii. Utwór był notowany w pierwszej piątce w większości międzynarodowych list, w tym we Francji, Niemczech, Włoszech, Japonii i Szwajcarii.
Aby promować piosenkę Perry wykonywanała m.in. przy Brooklyn Bridge na gali zamknięcia MTV Video Music Awards 2013, The X Factor Australia, pod koniec października 2013 roku w Sydney Opera House oraz w niemieckim serialu Schlag den Raab. Utwór został użyty do ścieżki dźwiękowej serialu Glee.
Teledysk przedstawia Perry, która przeżyła katastrofę samolotu i próbuje przystosować się do życia w dżungli, wśród dzikich zwierząt. Reżyserami wideo zostali Grady Hall i Mark Kudsi. Klip zdobył ogólnie mieszane recenzje od krytyków muzycznych. Piosenka została nominowana do Nagrody Grammy w kategorii Song of the Year i Best Pop Solo Performance. „Roar” sprzedano w 6,2 miliona egzemplarzy w Stanach Zjednoczonych, ponad 1 miliona w Wielkiej Brytanii, a 9,9 miliona egzemplarzy na całym świecie.

## Lista utworów
- CD Single[a]

1. „Roar” – 3:42
2. „Roar” (Instrumental) – 3:43

## Notowania
| Lista (2013–14)                           | Najwyższa pozycja |
| ----------------------------------------- | ----------------- |
| Australia (ARIA)                          | 1                 |
| Austria (Ö3 Austria Top 40)               | 1                 |
| Belgia (Ultratop Flandria)                | 5                 |
| Belgia (Ultratop Walonia)                 | 6                 |
| Czechy (Rádio Top 100)                    | 2                 |
| Czechy (Singles Digitál Top 100)          | 22                |
| Dania (Tracklisten)                       | 2                 |
| Finlandia (Suomen virallinen lista)       | 4                 |
| Francja (SNEP)                            | 5                 |
| Hiszpania (PROMUSICAE)                    | 5                 |
| Holandia (Dutch Top 40)                   | 2                 |
| Irlandia (IRMA)                           | 1                 |
| Japonia (Japan Hot 100)                   | 4                 |
| Kanada (Canadian Hot 100)                 | 1                 |
| Liban (OLT 20)                            | 1                 |
| Luksemburg Digital Songs (Billboard)      | 2                 |
| Niemcy (Media Control Charts)             | 2                 |
| Norwegia (VG-lista)                       | 4                 |
| Nowa Zelandia (Recorded Music NZ)         | 1                 |
| Polska (AirPlay – Top)                    | 2                 |
| Portugalia Digital Songs (Billboard)      | 8                 |
| Słowacja (Rádio Top 100)                  | 2                 |
| Słowacja (Singles Digitál Top 100)        | 81                |
| Słowenia (SloTop50)                       | 1                 |
| Stany Zjednoczone (Billboard Hot 100)     | 1                 |
| Stany Zjednoczone (Adult Contemporary)    | 1                 |
| Stany Zjednoczone (Adult Top 40)          | 1                 |
| Stany Zjednoczone (Dance Club Songs)      | 1                 |
| Stany Zjednoczone (Top 40 Mainstream)     | 1                 |
| Szkocja (Official Charts Company)         | 1                 |
| Szwajcaria (Schweizer Hitparade)          | 3                 |
| Szwecja (Sverigetopplistan)               | 5                 |
| Węgry (Rádiós Top 40)                     | 3                 |
| Wielka Brytania (Official Charts Company) | 1                 |
| Włochy (FIMI)                             | 4                 |

| Lista (2013)                                | Najwyższa pozycja |
| ------------------------------------------- | ----------------- |
| Australia (ARIA)                            | 1                 |
| Austria (Ö3 Austria Top 40)                 | 22                |
| Belgia (Ultratop Flandria)                  | 38                |
| Belgia (Ultratop Walonia)                   | 48                |
| Hiszpania (PROMUSICAE)                      | 43                |
| Holandia (Mega Single Top 100)              | 14                |
| Irlandia (IRMA)                             | 9                 |
| Japonia (Japan Hot 100)                     | 21                |
| Kanada (Canadian Hot 100)                   | 10                |
| Korea Południowa (Gaon International Chart) | 67                |
| Niemcy (Media Control Charts)               | 23                |
| Nowa Zelandia (Recorded Music NZ)           | 3                 |
| Słowenia (SloTop50)                         | 4                 |
| Stany Zjednoczone (Billboard Hot 100)       | 17                |
| Stany Zjednoczone (Adult Contemporary)      | 21                |
| Stany Zjednoczone (Adult Pop Songs)         | 20                |
| Stany Zjednoczone (Hot Dance Club Songs)    | 27                |
| Stany Zjednoczone (Mainstream Top 40)       | 13                |
| Szwajcaria (Schweizer Hitparade)            | 29                |
| Szwecja (Sverigetopplistan)                 | 35                |
| Węgry (Rádiós Top 40)                       | 25                |
| Wielka Brytania (Official Charts Company)   | 6                 |
| Włochy (FIMI)                               | 24                |
| Lista (2014)                                | Najwyższa pozycja |
| Australia (ARIA)                            | 60                |
| Kanada (Canadian Hot 100)                   | 40                |
| Nowa Zelandia (Recorded Music NZ)           | 38                |
| Słowenia (SloTop50)                         | 31                |
| Stany Zjednoczone (Billboard Hot 100)       | 46                |
| Wielka Brytania (Official Charts Company)   | 88                |
| Włochy (FIMI)                               | 81                |

## Certyfikaty
| Państwo                  | Status                   |
| ------------------------ | ------------------------ |
| Australia (ARIA)         | 10× platynowa płyta      |
| Austria (IFPI Austria)   | platynowa płyta          |
| Belgia (BEA)             | złota płyta              |
| Dania (IFPI Dania)       | 2× platynowa płyta       |
| Kanada (Music Canada)    | 5× platynowa płyta       |
| Meksyk (AMPROFON)        | 2× platynowa+złota płyta |
| Niemcy (BVMI)            | platynowa płyta          |
| Norwegia (IFPI Norwegia) | 3× platynowa płyta       |
| Nowa Zelandia (RMNZ)     | 4× platynowa płyta       |
| Stany Zjednoczone (RIAA) | 9× platynowa płyta       |
| Szwecja (GLF)            | 4× platynowa płyta       |
| Wenezuela (APFV)         | 4× platynowa płyta       |
| Wielka Brytania (BPI)    | 2× platynowa płyta       |
| Włochy (FIMI)            | 2× platynowa płyta       |